# Didactische leeftijdsequivalent
Het didactische leeftijdsequivalent, beter bekend als DLE, is een maat voor de vordering in de leerstof. Het DLE drukt uit op welk niveau een leerling staat met het beheersen van de leerstof. Eén DLE is wat de gemiddelde leerling na één maand onderricht op de basisschool onder de knie heeft. Een schooljaar omvat circa 10 maanden onderricht, zodat een DLE van 10 overeenkomt met wat de gemiddelde leerling op het einde van het eerste leerjaar of groep 3 heeft bereikt.

## Toetsing
Zo kan dus de individuele uitslag op een gestandaardiseerde toets de leerling situeren ten opzichte van zijn groep én ten opzichte van de vorderingen in het leerprogramma. Bovendien kan hiermee een oordeel over het niveau van de groep en de school als geheel worden gegeven. Deze gegevens worden doorgaans bijgehouden in een zogeheten leerlingvolgsysteem. Het DLE-LVS systeem is volledig op deze principes gebaseerd. De testen en toetsen binnen dat systeem zijn bovendien -daar waar mogelijk- cumulatief van aard:
- ze zijn van gemakkelijk naar moeilijk opgebouwd
- de (zwakke) leerling wordt daardoor niet gefrustreerd (er kan altijd gescoord worden)
- ze laten daardoor zien wat de leerling wél kan en niet wat de leerling niet kan
- ze kunnen in één testbeurt het eindniveau in beeld brengen
- ze zijn herhaald afneembaar in meerdere groepen (de leerling kan bij de volgende afname méér)
- ze kunnen door het gebruik van lange DLE-schalen in bijna elke onderwijsmaand worden afgenomen
- ze kunnen bij een volgende afname een vooruitgang laten zien
- de leerling kan dus (ook) met zichzelf worden vergeleken
- ze drukken het niveau uit in maanden achterstand of voorsprong
- ze brengen bij toepassing in een geautomatiseerd leerlingvolgsysteem doorgaans minder administratie met zich mee

In Nederland worden de testen en toetsen van Teije de Vos veel gebruikt, maar ook andere testen en toetsen (ook die van het Cito) zijn gemakkelijk toe te passen met behulp van de schalen in het DLE Boek van Gerard Melis, waarin de DLE-schalen staan van alle in Nederland en Vlaanderen verkrijgbare testen en toetsen. Daarmee is niet gezegd dat al die testen en toetsen even geschikt zijn. Van een aantal zou het gebruik moeten worden ontraden, omdat ze uit de tijd zijn of omdat ze minder geschikt zijn voor 'DLE-gebruik'.
Afgezien van de leeftijd van de test (de test moet niet te oud zijn) zijn er twee soorten waarbij het maken van een DLE-schaal afgeraden moet worden:
1. Zoals bekend valt bij een test met één normeringspunt geen DLE-schaal te maken, maar een test met slechts twee normeringspunten, die in de tijd vrij dicht op elkaar liggen, is niet goed bruikbaar. Wanneer er tussen die twee normeringspunten ten minste één leerjaar zit (tien onderwijsmaanden), ontstaan er mogelijkheden, maar de inzet is dan wel beperkt. Eigenlijk zou een test minimaal drie meetpunten moeten hebben: in het leerjaar waarvoor de test bedoeld is en in het leerjaar ervóór en erna.
Zo is bij de SchoolVaardigheidsToets Begrijpend Lezen het werk voor groep 6 óók gemaakt door groep 5 en groep 7. Men kan dan –als de schaal niet naar onderen en naar boven wordt verlengd - ten minste twee leerjaren overzien. Het mooiste is natuurlijk bijvoorbeeld de SchoolVaardigheidsToets Technisch Lezen met normeringspunten in de groepen 3 t/m 8, maar in dat geval gaat het dan ook over één en dezelfde leeskaart, die opklimt in moeilijkheid.
2. Wanneer de test niet met ten minste één scorepunt per onderwijsmaand omhoog gaat, wordt de DLE-schaal wel erg glibberig: een punt meer of minder gescoord, scheelt meteen meerdere onderwijsmaanden in niveau. Eén scorepunt per maand is dus het absolute minimum, mooier is wanneer dat er een stuk of drie of meer zijn.

Verder valt er te discussiëren over het verlengen van de schalen (extrapoleren) met de heersende trend. Mag dat en zo ja tot hoever? Indertijd werd daarvoor de volgende regel gehanteerd: dat mag met niet meer dan de helft van de afstand tussen de uiterste twee normeringspunten. Men begeeft zich dan echter al op zeer glad ijs, omdat ook de DLE’s tussen de normeringspunten geschat zijn. Met de nieuwe regressietechnieken is dat wel zo dicht mogelijk bij ‘de werkelijkheid’ gebeurd, maar toch, gemeten is het niet! Het is daarom beter het niet te doen. Toch zijn er gevallen waarbij het voor indicatief gebruik zou kunnen, maar men moet dan heel goed weten wat men doet. Bovendien moet de schaal die men met (maximaal) een maand of drie verlengt wel heel stevig en robuust zijn. Dus een schaal met minimaal drie meetpunten en een ‘scoreklim’ van minimaal twee à drie punten per onderwijsmaand.

## Opstellen en berekenen
Het opstellen en berekenen van de DLE's vraagt intensief normeringsonderzoek. Mede daardoor verschilt een DLE in Nederland van een DLE in Vlaanderen. Over het algemeen loopt het Nederlands basisonderwijs wat vooruit op gebied van lezen, het Vlaamse op gebied van rekenen. Deze verschillen hebben te maken met een andere indeling van de leerstof, maar ook met het feit dat de Nederlandse kinderen doorgaans ten volle zes jaar zijn als ze met het leesonderricht beginnen, terwijl door een andere invulling van de leerplicht, Vlaamse kinderen gemiddeld vier maanden jonger zijn.
Ondanks het gebruiksgemak is de meettechniek met behulp van het didactisch leeftijdsequivalent (DLE) en de daaruit afgeleide DLE-schalen niet onomstreden: het zou psychometrisch onzuiver zijn. Behoedzaamheid bij het gebruik van DLE's is daarom geboden. Dat geldt in veel mindere mate voor de gebruikelijke deviatieschalen (geven de afwijking van het gemiddelde aan) die doorgaans worden toegepast bij domeintoetsen (een deel van de leerstof, bijvoorbeeld de stof voor de tweede helft van groep 6, wordt getoetst). Het bezwaar daarvan is echter dat de test alleen op het normeringsmoment kan worden afgenomen en dat de leerling heel veel fouten maakt wanneer hij die stof nog niet beheerst.
Ondanks de kritische benadering van de meettechniek worden DLE's in Nederland onderhand op elke basisschool gebruikt en zijn ze zelfs wettelijk verplicht bij het aanmelden van leerlingen voor het PraktijkOnderwijs en het LeerWegOndersteundendOnderwijs. Het niveau kan met DLE's namelijk worden uitgedrukt in maanden achterstand of voorsprong en dat communiceert gemakkelijk (ook naar de ouders van de leerlingen).

## Ontwikkelingen
Gerard Melis en de methodologen Paul Oosterveld en Johan Schokker nuanceren en weerleggen in Nuttig normsysteem onterecht onder vuur (Tijdschrift voor Remedial Teaching, jrg. 20-2012, nr. 4, blz. 30-33) overigens op heldere wijze alle kritiek. Zij benadrukken het volgende:
- DLE's brengen leervorderingen in beeld (en niet de positie van de leerling t.o.v. medeleerlingen)
- DLE's geven een beschrijving van de norm (en niet van de positie van de leerling in het -inhoudelijk- leertraject)

Bovendien raden zij aan andere normsoorten in het oordeel te betrekken en geven daarbij voorbeelden die duidelijk maken dat het kijken vanuit meerdere hoeken het oordeel aanmerkelijk versterkt.
Sinds 2007 kennen de schoolvaardigheidstoetsen van De Vos daarom naast de DLE-schalen ook deviatieschalen (Cito), percentielen, T-scores e.d.; de DLE-schalen worden vanaf dat jaar gemaakt met nieuwe (geautomatiseerde) regressietechnieken. De reeks kent bovendien continue leeftijdsnormen op basis van onderwijsmaand (naar Peter Tellegen). Het grote voordeel van deze wijze van normeren is dat de toets dan in (vrijwel) elke onderwijsmaand is af te nemen. De basis voor de ontwikkeling van continue normen is regressie-analyse, waarbij de toetsscore normaal gesproken wordt gemodelleerd als functie van de leeftijd, maar gezien de doelstelling van de toets -het bepalen van schoolvaardigheid- is bij deze toets gekozen voor modellering op basis van onderwijsmaand. Hoewel deze toepassing nagenoeg gelijk is aan het gebruik van DLE's, is een en ander door de COTAN (Commissie Testaangelegenheden Nederland), die zich weleens minder positief over het gebruik van DLE’s heeft uitgelaten, niettemin als 'goed' beoordeeld. Een aantal van die nieuwe toetsen is ook in Vlaanderen genormeerd door Prof. Dr. Annemie Desoete.
Lees meer over de 'Geschiedenis van de DLE's'